# Bulachbach (Wörthsee)
Der Bulachbach ist ein etwa 3 km langer Zufluss des Wörthsees in Oberbayern.

## Verlauf
Der Bulachbach entsteht in einem Niedermoorgebiet zwischen dem Gut Schluifeld und der Bundesautobahn A96. Er fließt in südwestlicher Richtung auf einer Länge von 1,3 km durch das Naturschutzgebiet Schuifelder Moos, das er entwässert.
Der Bulachbach fließt schließlich durch den Ortsteil Steinebach der Gemeinde Wörthsee, teils offen, teils verrohrt, und mündet in den Wörthsee an dessen Nordostende.

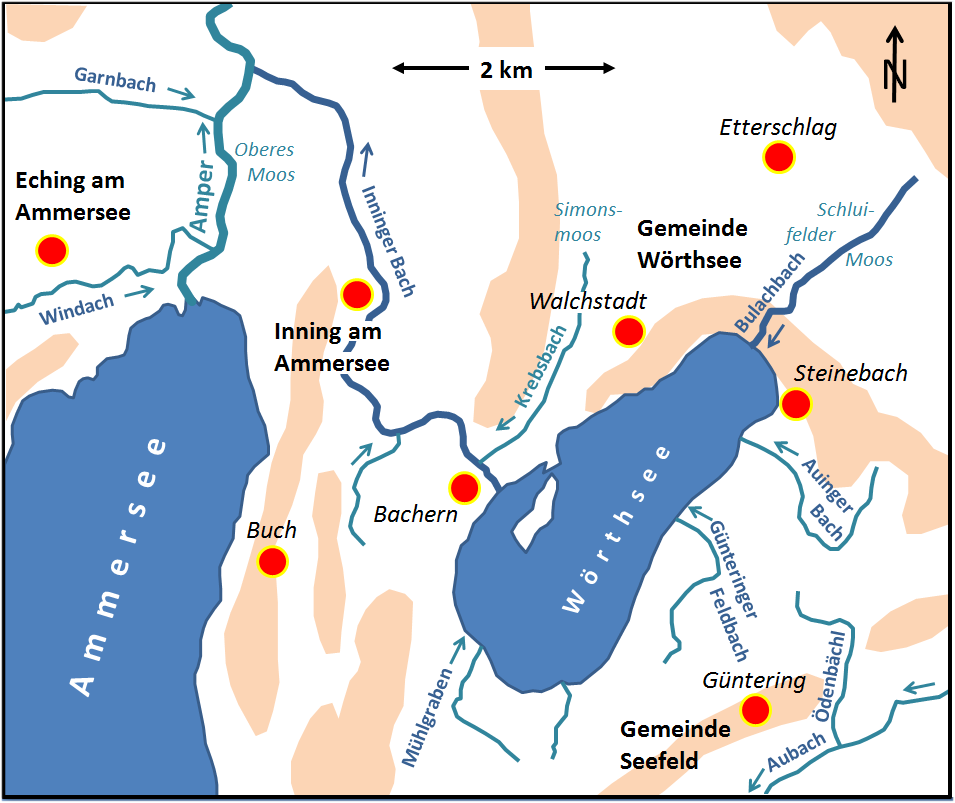
Einzugsgebiet des Wörthsees. Die wichtigsten Moränenzüge sind getönt dargestellt.